# 박관민
박관민(한국 한자: 朴寬珉, 1979년 5월 26일 ~ )은 대한민국의 전 축구 선수이며, 포지션은 골키퍼였다.